# Ion Heliade-Rădulescu
Ion Heliade-Rădulescu, cunoscut și ca Ion Eliade (așa cum semna) sau Ion Eliade Rădulescu (n. 6 ianuarie 1802, Târgoviște, Țara Românească – d. 27 aprilie 1872, București, România), a fost un scriitor, filolog și om politic român, membru fondator al Academiei Române și primul său președinte, considerat cea mai importantă personalitate din cultura română prepașoptistă, prin aportul său cultural și estetic la dezvoltarea literaturii române, fiind apreciat și ca un precursor al poeziei moderne.
După obiceiul și în spiritul vremii, Ion Heliade Rădulescu învață limba greacă, înainte de a învăța să citească românește din lucrarea Istoria pentru începutul românilor în Dachia a lui Petru Maior (asemeni lui C. Negruzzi, în Moldova), sub influența  mamei sale, Eufrosina, care „știa carte numai grecească”, după cum mărturisește Heliade.
În 1818, el devine elevul lui Gheorghe Lazăr, căruia îi va urma la conducerea școlii de la „Sfântul Sava”. Este membru activ al asociațiilor culturale din epocă: Societatea Literară (din 1827), Societatea Filarmonică (din 1833), întemeietor al presei din Țara Românească: Curierul Românesc (1829) și Curierul de ambe sexe (1837), tipograf, editor, poet, prozator, critic. În 1846, Heliade propune planul unei „biblioteci universale”, inspirat de cel al lui  L. Aymé-Martin, menită să înzestreze cultura română cu toate capodoperele literare, istorice, filozofice ale tuturor timpurilor, întreprindere uriașă, ce depășea cu mult chiar puterile unei generații, oricât de ambițioase. A fost și director al Arhivei Țării Românești, în perioada 1843-1848.
Ion Heliade Rădulescu a fost o personalitate marcantă a Revoluției de la 1848 din Țara Românească, fiind membru al guvernului provizoriu și apoi al locotenenței domnești.
Personalitatea complexă de scriitor a lui Ion Heliade Rădulescu a provocat în literatura română ample controverse, opiniile criticilor literari oscilând între acceptări elogioase și contestări severe. Indiferent de unele opinii negative, Heliade rămâne un reper important în dezvoltarea literaturii de limbă română. Îndemnul său impetuos: „Scrieți, băieți, numai scrieți!”, este emblematic pentru generația care a contribuit decisiv la dezvoltarea modernă a literaturii române.

## Biografie

### Origine
S-a născut la 6 ianuarie 1802, la Târgoviște, fiind fiul lui Ilie Rădulescu, căpitan de poteră, apoi polcovnic (colonel în armata rusească peste 5000 de dorobanți) și al Eufrosinei Rădulescu, născută Danielopol, fiica polcovnicului Alexandru Danielopol, dintr-o familie de negustori greci sau aromâni. Heliade ar mai fi avut trei frați, morți pe când era încă „prunc”, așa cum rezultă din poezia sa Visul (1836). Ilie Rădulescu avea o oarecare avere: o moșie în județul Ialomița la Gârbovi din plasa Grindul Făgărașului și o casă în București, pe Calea Herăstrău (azi, bulevardul Dorobanți), cu o imensă grădină. Tatăl lui Heliade a murit de ciumă în 1829.
La moșie, Heliade citește Alexandria și populara carte a lui Ion Barac: Istorie despre Arghir cel frumos și Elena cea frumoasă și pustiită crăiasă (1801).

### Studii
Ajuns la București, Heliade învață românește după cărțile populare, iar grecește cu dascălul Alexe, pe Octoih și Psaltire; prin 1814 însuși călugărul Naum  („bietul Naum”, cum îi zicea Eliade) de la Sf. Niculae (poate chiar Naum Râmniceanu) i-a fost dascăl, adică profesor.
De prin 1815, în vârstă de numai 13 ani, frecventează Școala grecească de la Academia Domnească de la Schitu Măgureanu, unde este elevul dascălului grec Constantin Vardalah, filolog grec, director din 1803 al Academiei Domnești din București; din Școala grecească i-a rămas și numele Eliad sau Eliade, cu care a semnat mult timp. Cunoaște poezia lui Atanasie Hristopoulos, poet grec neoanacreontic, la mare modă pe atunci; Heliade traduce din Liricele acestuia.
Având o insațiabilă sete de lectură și de cunoaștere, Heliade a venit în contact, de timpuriu, cu idei preluate de la  Nicolas Boileau, Jean -François Marmontel, La Harpe, sau/și cu idei ale unor sentimentaliști sau sensualiști ca Hugh Blair, Jean -Jacques Rousseau, Macpherson.
După trei ani, în 1818 se transferă, împreună cu alți colegi români: Pandeli, Nănescu, Cernovodeanu, Orescu, Darvari, Merișescu etc., la școala românească de ingineri hotarnici de la Colegiul Sfântul Sava, deschisă de Gheorghe Lazăr, unde se predau „științele filozoficești și matematicești”. "Printre tinerii care se înghesuiau în jurul catedrei de la Sfântu Sava- scrie Dora d'Istria - Lazăr n-a întârziat să-l remarce pe cel care trebuia să-i continue opera, Ion Rădulescu, mai cunoscut sub numele de Heliade." Școala de la „Sfântul Sava” urma să aibă trei cicluri de învățământ. Primul ciclu, elementar, prevedea „cunoașterea slovelor și slovnirea cuviincioasă”, „cunoașterea numerelor”, „scrisoarea cu ortografia”. Al doilea ciclu, cel mediu, implica predarea gramaticii, „poetica cu mitologia și geografia” și „retorica și istoria neamului”, iar al treilea ciclu se referea la unele științe aplicate: „geodezia sau ingineria câmpului cu iconomia și arhitectura”, precum și ramuri ale matematicii, ca „geometria teoretică, trigonometria, algebra și altele”.
Din 1820, Gheorghe Lazăr îl asociază ca profesor-ajutor de aritmetică și geometrie, cu un salariu de 100 de lei pe lună.
Trăsăturile lui Heliade au fost descrise de Dora d'Istria, fiind citate de Angelo De Gubernatis: "Este de talie mijlocie; fața lui e brună; atitudinea sa e modestă și marcată de o oarecare indecizie. Își citește versurile cu o voce plăcută și armonioasă."

### Activitate literară
Între 1822-1829 Heliade devine succesorul lui Gheorghe Lazăr la conducerea Colegiului Sfântul Sava, după retragerea acestuia și va preda cursuri de „Aritmetică rațională (după Louis-Benjamin Francœur), de geometrie și trigonometrie, de algebră, de geographiă matematică sau astronomie”. Alături de Heliade au predat cursuri din 1823 Teodor Paladi și Ion Popp, iar din 1825 Eufrosin Poteca, Simion Marcovici și Costache Moroiu. În anul 1823 cumpără modesta casă locuită de Gheorghe Lazăr în Obor, zis și Târgul din afară (Heliade scrie: „Târgul d-afară”).
În 1827 este înființată Societatea literară, din inițiativa lui Dinicu Golescu și a lui Heliade care, împreună cu Ion Câmpineanu și Stanciu Căpățâneanu au redactat statutele societății; la Societatea literară au aderat mai mulți tineri boieri, printre care și frații domnitorului Grigore al IV-lea Ghica: Mihail, Constantin și Alexandru. Ședințele Societății literare se țineau în casa lui Constantin Golescu din București. Această societate promova ideile iluministe: răspândirea școlii românești prin înființarea de școli în fiecare județ și școli primare la sate, înființarea unui colegiu la Craiova, înființarea unui teatru național, publicarea de gazete în limba română, de traduceri și de opere originale. Societatea literară avea un caracter politic secret, cu scopul luptei pentru progres în Țara Românească. Aici, Heliade citește din traducerile sale din Lamartine dar și gramatica sa.
Apare (1828), la tipografia lui Samuel Filtsch din Sibiu, Gramatica Românească, de D. I. Eliad (după modelul gramaticii franceze a lui Charles-Constant Le Tellier de la sfârșitul secolului al XVII-lea: Grammaire française à l'usage des pensionnates), în care Heliade se dovedește un reformator în domeniul limbii; susține simplificarea alfabetului chirilic, fonetismul ortografic, împrumutarea neologismelor din latină și din limbile romanice. Militând pentru unificarea limbii române literare, Heliade afirmă că lucrarea sa este „prima gramatică metodică și aproape filozofică”.
Heliade este fondatorul primului ziar apărut în Țara Românească: Curierul românesc, publicat începând cu 1829 și difuzat prin librarul Iosif Romanov. La 8/20  aprilie 1829  apare Curierul românesc, prima gazetă în limba română din Principate, în care s-au publicat articole în limba română și franceză. Gazeta avea ca deviză „Urăsc tirania și mi-e frică  de anarhie”. Publicația a apărut cu unele întreruperi până în anul 1859. La 27 mai 1848, în toiul evenimentelor revoluției, Curierul românesc a fost suprimat, la recomandarea comisarului imperial rus A. O. Duhamel, ceea ce a provocat protestul lui Heliade, care a înapoiat diploma de mare clucer. Ulterior evenimentelor revoluției, ziarul a reapărut, continuându-și  apariția până la 12 decembrie 1859, punând bazele presei românești și fiind prima gazetă românească cu periodicitate constantă și cu apariție îndelungată.
Ion Heliade-Rădulescu a cumpărat, împreună cu unchiul său, serdarul Nicolae Rădulescu, la 11 octombrie 1830, de la văduva doctorului Constantin Caracaș,  tipografia zisă „de la Cișmeaua lui Mavrogheni, din Obor”, pe terenul dăruit de tatăl său, fostă proprietate a lui Gheorghe Lazăr. Din 1832 a rămas proprietar unic. Deoarece era posesorul singurei tipografii particulare, i s-a dat lui Eliade, din decembrie 1832, funcția de director al Buletinului oficial la postelnicie, această publicație oficială apărând de la 8 decembrie 1832 sub titlul „Buletin. Gazetă administrativă”, iar de la 15 decembrie 1832: „Buletin, gazetă oficială” (cu caractere chirilice). Scriitorii afirmați în acea perioadă și-au publicat, aproape toți, principalele opere în „Tipografia lui Eliad”. Heliade mai era și proprietar al „Câmpului lui Eliad” de la Obor, unde avea „trei case mobilate, compuse din 36 de încăperi."
Heliade a debutat în anul 1830 ca traducător cu volumul Meditații poetice dintr-ale lui A. de Lamartine. Traduse și alăturate cu alte bucăți originale, prin D. I. Eliad.  În 1831, traduce tragedia Fanatismul sau Mahomet proorocul, scrisă de Voltaire, în 1834 traduce Din scrierile lui Lord Byron, în 1835 publică traducerea comediei Amfitrion⁠(fr)[traduceți] de Molière, iar în anul 1840 tipărește romanul lui Cervantes Don Quijote de la Mancha. Tradus în românește din franțuzește  după Florian.
Primele sale  poezii originale, în mare măsură lamartiniene, sunt:
- Cîntarea dimineței (Meditații..., pp. 95–98)
- Elegie I. Trecutul (Meditații..., pp. 81–88)
- Elegie II. Dragele mele umbre (Meditații..., pp. 89–93). Această elegie exprimă durerea poetului după moartea prematură, în 1830, a fiului său, Virgil. Fiica poetului, Virgilia a murit în 1832. Ulterior, soția lui Heliade ar mai fi născut cinci copii, patru fete și un fiu (Sofia, Eufrosina, Virgilia, Maria  și Ion/Ienache născut în 1849). După moartea copiilor Virgiliu și Virgilia, căsnicia începe să se clatine, nu numai din cauza dramei pierderii celor doi copii,  dar mai ales din cauza geloziei nemărginite a soției. După opinia lui George Călinescu, se pare că Heliade întreținea legături și cu alte femei. Locotenentul Zalic de la 1848 ar fi fost „fiul vitreg al lui Eliad”, adică nelegitim.
- Epitaf. La o tînără mumă
- Sonet. La anul 1830 (Meditații..., p. 100)
- La moartea lui Cîrlova.

În 1831 îi apare volumul  Reguli sau grammatica poezii. Traduse în românește de I. Eliad (după Cours de littérature, d'histoire et de philosophie... de Lévisac și Moysant), scriere eclectică, influențată de Marmontel, La Harpe, Voltaire.
La inițiativa lui Heliade, Ion Câmpineanu, Costache Aristia, Voinescu II, Grigore Cantacuzino, frații Golești și alții, în 1833 este înființată Societatea Filarmonică, care avea ca scop, afirmat public, să asigure „cultura limbei românești și înaintarea literaturii, întinderea muzicii vocale și instrumentale în Prințipat și, spre acestea, formarea unui Teatru Național”. Societatea mai avea însă și scopuri secrete care urmăreau unirea, egalitatea, emanciparea țiganilor, votul universal etc.. Ședințele Societății Filarmonice se țineau în casa lui Constantin Golescu din podul Mogoșoaiei.. Societatea Filarmonică și-a încetat activitatea în 1838. La 20 ianuarie 1834 se deschide  Școala de muzică vocală, de declamație și de literatură, al cărei director devine Heliade, contribuind concret la primele reprezentații teatrale în limba română; această școală  avea menirea de a pregăti actori profesioniști. Ion Heliade-Rădulescu a fost și profesor de literatură și istorie literară a diverselor popoare, de elocvență, de proză și poezie etc. la Conservatorul Filarmonicii, alături de Costache Aristia, profesor de declamație și de muzicianul Ioan Andrei Wachmann, profesor de muzică vocală și instrumentală. După aproape șapte luni de școală, la 29 august 1834, în sala Slătineanu, elevii au prezentat în fața tuturor asociaților și a unui public numeros piesa Mahomet (Fanatismul) de Voltaire.
Câtva timp este favoritul domnitorului Alexandru Dimitrie Ghica și trece drept poet al curții; un astfel de post nu exista însă oficial, fiind doar o imitație a curții din Viena.
Sub conducerea și îndrumarea lui Heliade, la 1 noiembrie 1835 apare primul număr din Gazeta Teatrului Național, care a  fost publicată până în 1836. În Gazeta Teatrului Național, preocupările didactice ale  Școlii de muzică vocală ... își găsesc o susținere teoretică. Tot el pregătește și înființează revista de cultură Curier de ambe sexe, supliment al Curierului românesc, primul număr apărând în iulie 1837.. Un alt supliment săptămânal al Curierului Românesc, întitulat Muzeul Național, apare în 1836, redactat de Heliade și Florian Aaron; supliment difuzat prin librăria românească a lui Iosif Romanov, ca și Curierul Românesc.
În 1836, își adună toate producțiile literare de până atunci în volumul Culegere din scrierile lui Eliad, de  prose sci de poesiǎ, București [În Tip. lui Eliad]. Publică poemul Căderea dracilor, [Tip. lui Eliad], 1840, în care adoptă o atitudine reprobatoare față de complotul lui Dimitrie  Filipescu, Nicolae Bălcescu, Eftimie Murgu ș.a., conjurație care voia să-l răstoarne pe domnitor. Domnitorul Alexandru Dimitrie Ghica (1834-1842) îl numește pe Heliade membru al Eforiei Instrucțiunii Publice și inspector general al școlilor. Susținut de guvern, poetul întemeia peste 4000 de școli lancasteriene în România, împreună cu Petrache Poenaru.[După sistemul de învățământ Bell-Lancaster]. Programele de învățământ au fost tipărite cu literele alfabetului latin, înlocuind pe cele chirilice.
Heliade publică în 1840 lucrarea sa: Paralelism între limba română și italiană. Partea întâi: Materia (1841, București, Tipografia Eliad). Partea a doua a acestei cărți apare în 1841 cu titlul Paralelism între dialectele român și italian sau forma séu gramatica acestor două dialecte. În același an, 1841, publică un compendiu: Prescurtare de gramatica limbei româno-italiene. Ion Heliade-Rădulescu a fost un inițiator al influenței italiene, însă a provocat controverse când a pledat pentru introducerea masivă a neologismelor italiene în limba română sau a imaginat o „limbă româno-italiană”, susținând că româna și italiana sunt dialecte derivate ale limbii latine; George Călinescu spunea că „Heliade își creează un jargon italo-român, de înfățișare grotescă”.
În decembrie 1841, apare în Foaie pentru minte, inimă și literatură, de la Brașov (nr. 48, p. 377-382, nr. 49 și nr. 52) articolul lui Heliade Pentru opinie, în care pledează pentru drepturile politice ale claselor sociale active, intelectualitatea în primul rând; el acuză o parte a boierimii că adoptă principii liberale în scopuri demagogice. În calea propășirii claselor productive stau abuzurile- zice Heliade, în calea negoțului, lipsa siguranței, clasele intelectuale sunt disprețuite și frustrate de drepturi.  Articolul are un răsunet imens și îi aduce autorului multe neplăceri. În articol, Heliade aduce acuzații marii boierimi, obișnuită doar cu profiturile.
În anul 1844 izbucnește „Afacerea Trandafiloff”, provocată de decizia domnitorului Gheorghe Bibescu de a acorda concesiunea exploatării minelor din Valahia către inginerul rus Aleksandr Trandafiloff. Măsura a fost considerată ilegală de Adunarea Obștească, ceea ce a condus, finalmente, la decizia lui Bibescu de a dizolva acest legislativ. Aceste evenimente l-au făcut pe Heliade să publice o poezie-pamflet, Măceașul și florile (1844), adaptată liber după Viennet, care a fost publicată pe foi volante, în 30.000 exemplare. Poezia făcea aluzie la trandafir, care la rândul său trimitea la Trandafiloff („trandafir cu of în coadă”).
Heliade publică  scrierea Început de bibliotecă universală, la 25 martie 1846, în Opere pe tot anul cîte 21 volume, de la 25 pînă la 30 coale fiecare; în secția filozofică a acestei "biblioteci universale" sunt anunțați Platon, Aristot, Bacon, Descartes, Spinoza, Locke, Leibniz, Wolff, Berkeley, Hume, Kant, Fichte, Schelling, Hegel. În 1847 îi apare o nouă traducere din Byron: Don Juan de la Lord Byron. Poema epică. În același an apare și volumul său: Vocabular de vorbe străine în limba română, adică slavone, ungurești, turcești, nemțești, grecești etc.

### Participarea la Revoluția de la 1848

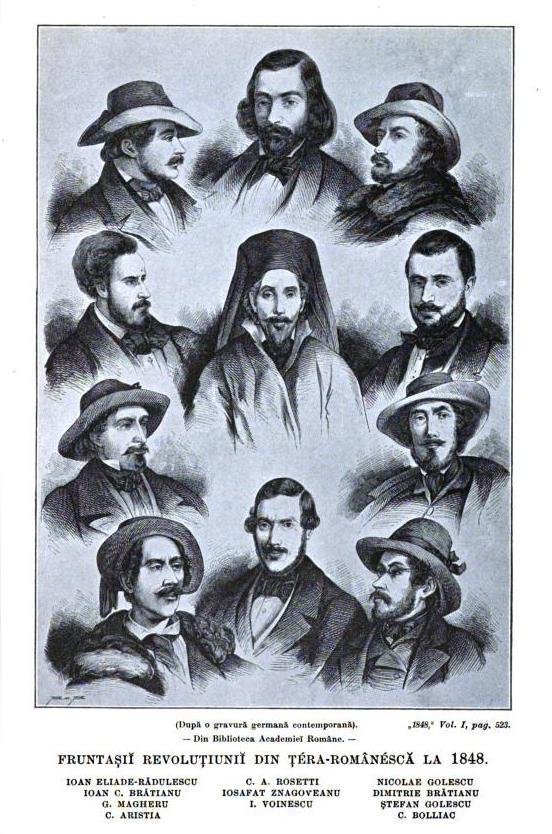
Fruntașii Revoluției de la 1848 din Țara Românească

În primăvara anului 1848, când au izbucnit primele revoluții europene, Heliade a fost determinat să colaboreze cu Frăția, o societate secretă revoluționară, înființată la București de Nicolae Bălcescu, Ion Ghica, Christian Tell și Alexandru G. Golescu în 1843 și a devenit membru în comitetul de conducere al acesteia. Este implicat în evenimentele de la 1848: a participat la redactarea, în cea mai mare parte, a Proclamației de la Islaz, împreună cu Nicolae Bălcescu, ce cuprindea revendicările pașoptiștilor în 22 de articole, sub deviza „Respect la proprietate. Respect la persoane”, destinată să calmeze temerile moșierilor: autonomie administrativă, Adunare obștească reprezentativă, domn ales pe cinci ani, adoptarea unei constituții, responsabilitatea miniștrilor, egalitate în drepturi, impunere fiscală după venit, gardă națională, secularizarea averilor mănăstirești, emanciparea și împroprietărirea clăcașilor prin despăgubire etc.  Lui Heliade i-a revenit și misiunea tipăririi documentului Proclamației. La 6 iunie 1848, Heliade și Ștefan Golescu se îndreaptă spre județul Romanați, unde erau așteptați de ispravnicul Gheorghe Magheru, „general căpitan al armiilor neregulate și șeful gvardiilor naționale din toată România”, prieten al lui Heliade. După o slujbă religioasă oficiată de popa Radu Șapcă din Celei, însoțit de alți doi preoți, a citit Proclamația în fața țăranilor, în localitatea Islaz, la 9 iunie/21 iunie 1848; Proclamația cuprindea cuvinte înflăcărate: „Fraților români, timpul mântuirii noastre a venit; popolul român se deșteaptă la glasul trâmbiței îngerului mântuirii și își cunoaște dreptul său suveran”. Prin programul-proclamație, Țara Românească își proclama deplina „neatârnare administrativă și legislativă”, deci autonomia. Introducerea literară a Proclamației vădește faptul că această introducere a fost scrisă probabil de Heliade. Vodă Bibescu a fost convins să semneze și el (în public) textul Proclamației de la Islaz (în 11 iunie), ce a fost intitulată noua constituție, care a fost acceptată astfel de domnitor, acesta încuviințând și formarea unui guvern provizoriu.
La patru zile după evenimentele de la Islaz, revoluția a continuat prin  răsturnarea domnitorului Gheorghe Bibescu care a abdicat la 13/25 iunie (la orele două dimineața - scrie Heliade) și a fugit la Brașov (pe atunci în Imperiul austriac),  fiind escortat de C. A. Rosetti, noul ministru al Poliției. Puterea a fost preluată de un guvern provizoriu („guvern vremelnicesc”), prezidat de mitropolitul Neofit, care îl includea pe Heliade ca ministru la „Credință” (culte) și la  Instrucția Publică, pe Ștefan Golescu, Christian Tell, Gheorghe Magheru și G. Scurti (comerciant lipscan). Guvernul provizoriu nu putea să dureze: Heliade reprezenta interesele conservatoare și nu voia să știe de ideile franceze liberale pe care le reprezentau C. A. Rosetti, Bălcescu  și alții.
Generalul Ioan Odobescu, tatăl scriitorului Alexandru Odobescu, împreună cu colonelul Ioan Solomon au pus armata la dispoziția boierilor reacționari și la 19 iunie au arestat guvernul revoluționar. Acțiunea lor a fost zădărnicită de intervenția populației capitalei, care a condus la eliberarea guvernului. Un rol important în eliberarea membrilor guvernului l-a avut Ana Ipătescu (George Călinescu o numește Anica Ipătescu). Iată cum descrie Heliade, în scrierea Mémoires sur l'histoire de la régéneration roumaine ou sur les événements de 1848 accomplis en Valachie, intervenția Anei Ipătescu: „O femeie înaintă în mijlocul Poporului (au milieu du Peuple), înarmată cu două pistoale; ea se precipită împotriva soldaților, direct spre Solomon și invitând cetățenii să-i izgonească din curte pe sperjuri. Era aceeași femeie care primise guvernul la barieră cu coroane de flori. Era doamna Ipătescu. Poporul fu electrizat la vederea ei și o urmă pentru a-i îndepărta pe soldați”. Anica Ipătescu a fost soția lui Nicolae Ipătescu, vechi membru al „Frăției”. Anica Ipătescu ar fi strigat: „Curagiŭ copii, moarte trădătorilor”. S-a început aplicarea programului de la Islaz și guvernul a creat Comisia proprietății, având ca președinte pe A. Racoviță și alcătuită dintr-un număr egal de moșieri și clăcași. Comisia a ajuns în impas, nereușind să ajungă la un compromis în privința întinderilor de pământ acordate  țăranilor, din acest motiv  a fost desființată de Heliade, prin decret. Ca membru al guvernului provizoriu și, ulterior, al locotenenței domnești, Ion Heliade-Rădulescu a manifestat o atitudine moderată, în opoziție cu aripa radicală a revoluționarilor, pronunțându-se împotriva împroprietăririi clăcașilor.
Ca mulți alți revoluționari, Heliade a favorizat menținerea unor bune relații cu Poarta, sperând că această politică ar putea favoriza o desprindere totală de sub protectoratul Rusiei. Soliman pașa a fost trimis la București și a ordonat înlocuirea guvernului provizoriu cu „locotenența domnească”, alcătuită din Heliade, Christian Tell și Nicolae Golescu. În timpul existenței locotenenței domnești, Heliade, înfășurat într-o mantie albă (purtată peste frac), luată de la un văr al său, cavalerist, trecută în legendă, se credea șeful incontestabil al locotenenței, într-un cuvânt domnitorul, ale cărui hotărâri sunt inspirate de cer și au puterea unor table ale legii. În septembrie s-a restabilit Regulamentul Organic și sistemul său de guvernare, după ce Fuad-pașa a început represiunea în 13 septembrie 1848. Trupele turcești de sub comanda lui Fuad-pașa intră în București, autoritatea locotenenței este desființată, Fuad-pașa îl numește caimacam pe Constantin Cantacuzino, iar Omer-pașa e numit guvernator militar al Bucureștilor. Succesul căii legaliste a revoluției, pentru care militase Heliade, durase efectiv vreo două săptămâni. Împreună cu Tell, Heliade a căutat refugiu la consulatul britanic din București.

### Exilul
După înfrângerea revoluției, Heliade pleacă în exil (1848-1858) la Paris, apoi în insula Chios și la Constantinopol. Traseul călătoriei sale spre exil este reconstituit în articolul lui Mihai Chiper: „se refugiază în Transilvania,la Sibiu, apoi la Orșova, traversează Serbia, Slavonia, Croația, Stiria, Bavaria, orașul Frankfurt, urmează linia Rinului și străbate „țara belgilor” unde „totul îmi păru exotic; totul respira belșug și bucurie”, grăbit să ajungă în „țara libertăților”, Franța. De aici, va merge la Londra, unde îl vizitează, împreună cu Christian Tell, pe lordul Henry John Temple Palmerston, premierul britanic, căruia îi explică obiectivele revoluției de la 1848; apoi se reîntoarce la Paris, unde este primit de ministrul afacerilor străine, Drouyn de l'Huis, „cu scufie de noapte pe cap”. Acesta susține că Franța nu s-a angajat să apere integritatea Turciei, că ea [Franța] abandonase problemele orientale înțelegerii dintre Turcia și Rusia. După un an de exil, Heliade explică motivația exilului: „Din nenorocirea mea și exilul d-voastră vor eși multe la lumină pentru svânturata noastră patrie. Fără această catastrofă, nația nu era să aibă atâtea scrise spre luminarea drepturilor sale și străinii nu era să cunoască atâtea. Acum un an, nu poporul, ci chiar deputații Adunării Naționale franceze nu știau dacă Bucureștiul este în Bukara (sau) în Tataria. Vorbeam cu dânșii și mi se pare că vorbeam cu oameni de pe alte tărâmuri. Acum, poporul, burghezii, literații cunosc că românii țin de familia latină, adică romani, că sunt frații francezilor, italienilor, spaniolilor, portughesilor”.

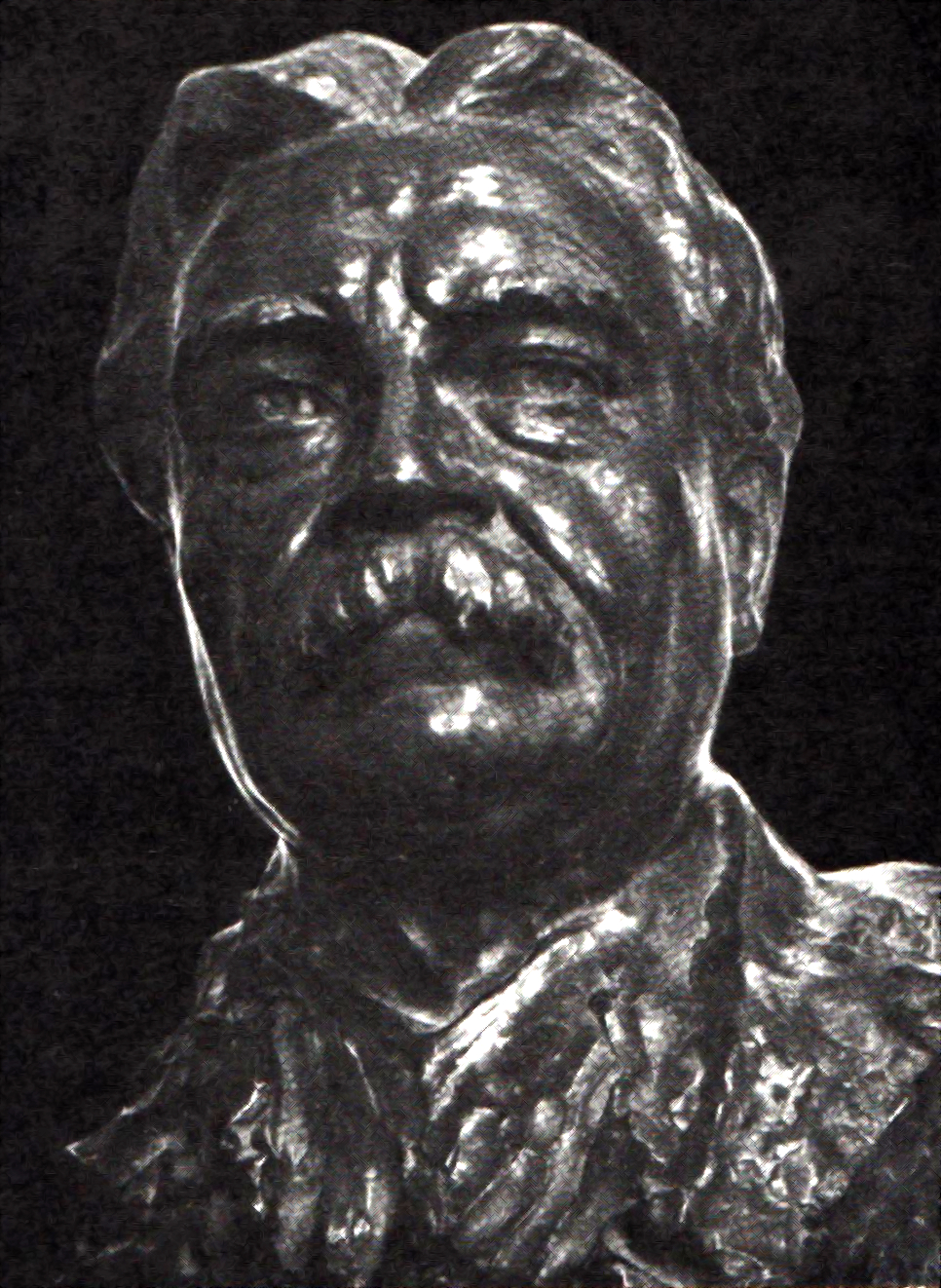
Ion Heliade Rădulescu - de Dimitrie Paciurea

Ion Heliade-Rădulescu  și-a prelungit exilul cât a putut mai mult, în speranța de a dobândi o statură culturală și politică de nivel european, însă exilul i-a sporit izolarea. A existat o neîncredere a fruntașilor revoluției din Țara Românească față de grupul lui Eliade de la Paris și o repulsie față de campania acestora de defăimare a refugiaților de la Constantinopol și de la Brusa (oraș în Asia Mică). A fost în conflict cu alți lideri principali ai emigrației, cum au fost: Nicolae Bălcescu, frații Brătianu, frații Golescu și C. A. Rosetti. Heliade îl denunță pe Ion Ghica în ziarele franceze ca fiind un „agent țarist”, care ar complota cu emigrații de la Brusa și din Paris, în înțelegere cu guvernul de la București. Pe de altă parte, junimismul l-a contestat din perspectiva unei viziuni estetice, opusă concepției artistice a lui Heliade.
La Paris, el editează Souvenirs et impressions d'un proscrit, [par Un Roumain] (=Ion Heliade Rădulescu), Paris, Impr. de De Soye, 1849. O nouă ediție, tradusă în limba română cu titlul Suvenire și impresii ale unui proscris apare în 1975, la Editura Dacia, Cluj-Napoca. Cartea evocă trauma înstrăinării și a devenit, ulterior, un document memorialistic de mare importanță. În anul 1851 se tipărește tot la Paris volumul Epistole și acte ale oamenilor mișcării române din 1848 și Mémoires sur l'histoire de la régéneration roumaine ou sur les événements de 1848 accomplis en Valachie. În timpul exilului la Paris a fost un colaborator constant la publicațiile democratice majore: Le Siécle, Le Temps, La Semaine, La  Voix du Peuple, La Presse, L'Europe et Amerique.
În anul 1854, în timpul războiului ruso-turc (Războiul Crimeii) este trimis de Înalta Poartă la Șumla (azi Șumen, în Bulgaria) ca „reprezentant al nației române” pe lângă Omer Pașa (general turc de origine croată). Datorită poziției sale favorabile Porții, este numit bei și i s-a dat o uniformă militară turcească, în care a fost semnalat la Varna de unii români.
În 1858 i se tipărește la Paris Biblicele sau notițe istorice, filozofice, religioase și politice asupra Bibliei. După George Călinescu, Biblicele sunt un comentariu cabalistic cu pretenții filozofice. Tot la Paris îi apare volumul Biblia sacră ce cuprinde Vechiul și Noul testament, tradusă din elenește după a celor șaptezeci, de I. R.

### Revenirea în țară
Pentru scurt timp revine în țară, în timpul ocupației turcești a Capitalei, dar, în urma protestelor consulatului austriac este nevoit să se reîntoarcă la Constantinopol, unde rămâne până în 1857. Se întoarce definitiv în țară în anul 1859.
Pentru scurt timp scoate gazeta Curierul român (1859), care este suspendată de guvernul Ion Ghica după numai trei numere. Încearcă să reintre în viața politică, de aceea candidează în alegeri, dar este învins de Cezar Bolliac. Editează în 1860 jurnalul politic și literar Proprietarul român. Este ales deputat de Muscel în 1864. În anul 1866, scoate sub numele P. Georgescu ziarul Legalitatea, semnând unele articole cu pseudonimul M. Anagnoste. În 1859, având gradul masonic 18, participă la aprinderea luminilor Lojii bucureștene Steaua Dunării, al cărei Mare Maestru a devenit în 1861.
În continuarea preocupărilor sale în domeniul istoriei naționale, Ion Heliade Rădulescu publică în 1861 Prescurtare de Istoria Românilor sau Dacia și România. În 1869 apare ediția a doua sub titlul Elemente de istoria românilor sau Dacia și România.
Heliade este considerat întemeietorul teoriei literare românești (clasică la  început, romantică mai apoi), în lucrarea sa Regulile sau gramatica poeziei fiind în același timp și îndrumător literar.
Poet al viziunilor grandioase de tip hugolian, a scris poemul Anatolida sau Omul și forțele, realizat fragmentar. Titlul poemului se poate explica astfel: Anatolida (provine de la cuvântul grec Α νατολΎ— Anatolia) ar însemna poemul orientului, iar subtitlul Omul și Forțele înseamnă Omul și Dumnezeul Forțelor, Elohim (explicația este dată de Dumitru Popovici).  A cultivat meditația cu motive preromantice, lamartiniene O noapte pe ruinele Târgoviștei, elegia Dragele mele umbre, mitul popular Zburătorul — capodopera sa literară, satira și fabula politică. A scris și proză cu conținut satiric și pamfletar: Domnul Sarsailă autorul, Conu Drăgan și cuconița Drăgana etc. Heliade este autor a numeroase traduceri, imitații și prelucrări din clasici ai literaturii universale (Boileau, La Fontaine, Dante Alighieri, Goethe, Byron ș.a.m.d.). De asemenea, Ion Heliade-Rădulescu a avut și preocupări de natură filosofică și religioasă de inspirație gnostică (Biblicele, 1858; Echilibru între antitezi, 1859). Scrierea Echilibru între antitezi sau Spiritul și materia este prima schiță românească a unui sistem filozofic.

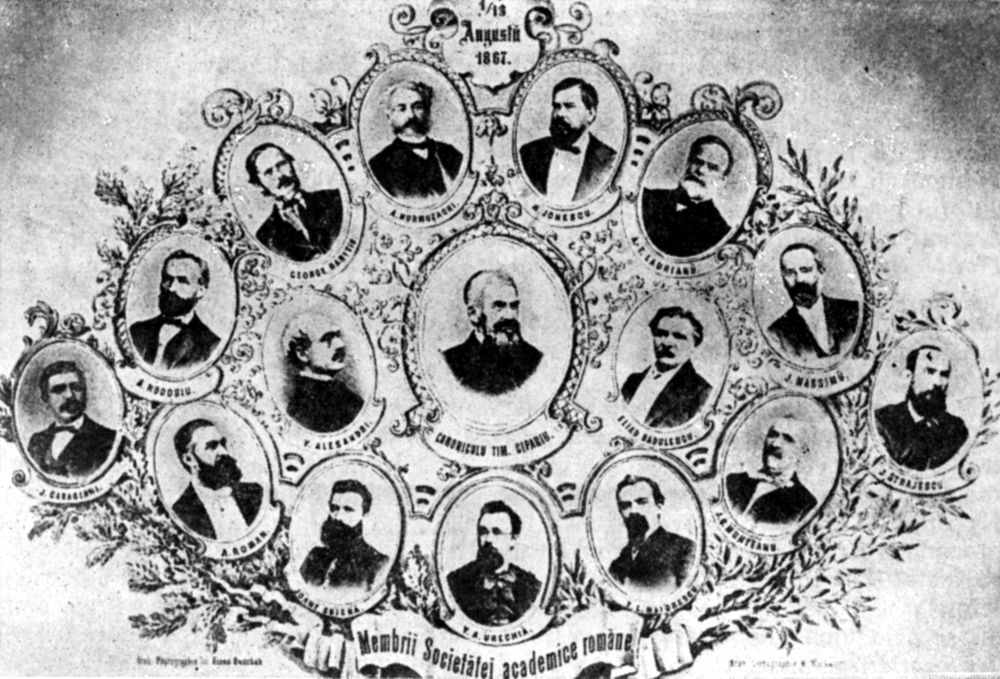
Membrii Societății Academice Române,
1/13 august 1867

În administrația țării, a avut, succesiv, rangurile de pitar, paharnic și clucer.
Ion Heliade-Rădulescu este membru fondator al Societății Academice Române (Academia Română) și primul președinte al acesteia (1867-1870). A demisionat în noiembrie 1869, în urma respingerii proiectelor sale ortografice.
Heliade a avut intenția de a-și grupa opera ciclic și în patru volume, după exemplul lui Victor Hugo cu Legenda secolelor, cele patru cicluri fiind: I. Biblice, II. Evanghelice, III. Patria sau Omul social, IV. Omul individual. El nu și-a realizat această intenție, fiind risipit într-o activitate multilaterală, succesele sale realizându-se în creațiile lirice de mici dimensiuni.
În problemele limbii literare, prin lucrările sale de început, Heliade a deschis limbii literare largi căi de dezvoltare.
Alunecarea lui Heliade spre poziții echivoce, retrograde chiar, îndeosebi după 1848, nu poate face să pălească laurii câștigați anterior, care îl îndreptățeau pe Mihai Eminescu să-l situeze, în Epigonii, printre marii înaintași ai literaturii române.

## Decesul
Ion Heliade-Rădulescu a decedat în ziua de 27 aprilie 1872, în imobilul din str. Polonă, nr. 20, după ce la 18 mai 1870 își pierduse soția. La 30 aprilie i s-a făcut înmormântare națională, la care au participat mii de oameni. Potrivit ziarului Trompeta Carpaților la înmormântarea „fericitului Heliade” în curtea bisericii Mavrogheni de pe șoseaua Kiseleff ar fi luat parte 10000 de persoane; discursurile funebre au fost rostite de Petrache Poenaru, Constantin Esarcu, B. P. Hasdeu care a vorbit în numele presei române.
Mihai Eminescu a scris oda La Heliade, iar după decesul scriitorului: La moartea lui Eliade.

## Concepțiile filozofice ale lui Heliade
Ideile lui Heliade ca gânditor sunt în general voltairiene și francmasonice. Poetul are obsesia unicului în trinitate: Dumnezeu Tatăl este autoritatea supremă, Fiul este materia, Duhul sfânt, mintea universală. În sistemul filozofic al trinităților, creat de Heliade, principiul de alcătuire a universului îl constituie „delta sîntă” (versul lui Eminescu din Epigonii: „delta biblicelor sânte”) sau triunghiul sacru, formată dintr-o dualitate armonică și din rezultanta sau echilibrarea ei. Gama armoniei universale, zice Heliade, este formată din două trinități, una absolută, superioară și activă, iar alta inferioară și pasivă care, grafic, se pot reprezenta prin două triunghiuri sacre sau delte suprapuse. Prima trinitate absolută a divinității ar fi formată din Elohim—Spiritul—Materia, iar trinitatea inferioară ar fi Spiritul—Materia—Universul.[Elohim= nume dat lui Dumnezeu în Vechiul Testament]. Heliade aplică treimea la om, sub numele de treism, făcând un paralelism între macrocosm și terestrul Adam.
Teza fundamentală a filozofiei lui Heliade se rezumă în fraza: „binele, cu un cuvânt, stă în echilibrul antitezilor și răul - în ruperea echilibrului antitezilor”. Heliade aplică această teză raportului dintre spirit, conceput în cadrul sistemului său idealist ca principiu activ, și materie, concepută ca principiu pasiv. Scriitorul își sprijină concepția armoniei dintre spirit și materie pe o interpretare antiascetică a creștinismului, menționând : „Christ... arăta că n-a existat și nici nu poate exista luptă între spirit și materie, ci nuntă” (I. H. Rădulescu, Echilibru...op. cit. p. 269). Heliade afirmă: „Verbul prin excelență, Verbul vieții sau al existenței este verbul A FI, care este existența materială și spirituală totodată” (Echilibru... p. 31).
Concepția despre armonia spiritului și materiei l-a îndreptat pe Heliade spre profesarea unui dualism de factură idealist-obiectivă, denumit de el în 1842 „spiritualism”, de pe pozițiile căruia a respins atât monismul materialist, cât și pe cel spiritualist. Criticile aduse de el monismului materialist vizau denaturările săvârșite de materialismul vulgar. Calificând monismul spiritualist (monismul idealist) ca un „spiritualism peste măsură”, Heliade s-a delimitat net de tendințele idealismului subiectiv care neagă existența obiectivă a materiei, eșuând astfel în iluzionism. Tendința de a împăca spiritualismul cu materialismul, precum și aceea de a concilia între ele diferitele filozofii naționale (empirismul englez, raționalismul german, „emfazul” spaniolilor sau „entuziasmul” italienilor), despre care scrie în eseul Cîteva cugetări asupra educației publice (1839), conduce inevitabil la un eclectism filozofic. Acest eclectism filozofic al lui Heliade este subordonat eclectismului său cultural general și este de aceeași natură cu eclectismul său lingvistic.
Relația neantagonică dintre spirit și materie servește în concepția dualistă a lui Heliade ca model al tuturor dualităților naturale, adevărate, creatoare, în cadrul cărora doi termeni eterogeni, unul activ și celălalt pasiv, se unesc într-un chip armonios. Exemple de asemenea dualități naturale sunt: timpul și spațiul, progresul și conservația, guvernul și poporul, dreptul și datoria, libertatea și autoritatea etc.
Doctrina lui Heliade despre „dualitățile adevărate” evidențiază universalitatea contradicției ca factor al mișcării, al dezvoltării progresive. În esența schemei sale dialectice activ-pasiv-rezultat, termenul „rezultat” este considerat superior celor doi termeni care l-au generat, ca de exemplu în triadele mire-mireasă-familie, om spiritual-om fizic-om moral, guvern-popor-stat, progres-conservație-perfectibilitate.
Heliade privește existența ca un „nemărginit șir de forme”, ca o „perpetuă transformație”. În virtutea legii perfectibilității, mișcarea omenirii se înfăptuiește, după el, într-un cerc cu raza tot mai mare. În sprijinul concepției sale, Heliade citează cuvintele lui Jules Michelet: „Umanitatea se învârtește într-un  cerc care neîncetat se lărgește în spiraliu.” (Echilibru..., p. 277. G. Oprescu a stabilit că precizarea finală „în spiraliu” reprezintă un adaos al lui Heliade).
Anatolida sau omul și forțele este un poem al omului, de la creație până la victoria asupra Forței, amestec de soteriologie și program social, soluția în veac a problemei sociale fiind totdeauna cheia mântuirii spiritului, a cetății eterne. Și, ca în orice sistem cu preocupări soteriologice, mântuirea nu este individuală ci colectivă.
Prin versurile Anatolidei transpar elemente gnostice, teologice (arianism etc.), filozofice  (Philon din Alexandria), care provin atât din textul lui John Milton cât și din cel al lui Pierre Leroux. În sinteza lirică a lui Heliade, logosul („Marele Cuvânt”/cuvântul divin) capătă o importanță majoră, participând la divinitatea Tatălui. Îngerii, Elohimii, puterile divine sunt la Heliade tot atâtea manifestări pragmatice ale logosului, factori intermediari alcătuind puntea dintre divinitate și lume, între creator și creație. În Anatolida, Heliade se revelează ca poet al marilor spectacole apocaliptice, infernale și paradisiace.
Heliade a fost un personaj religios și mistic, devotat unui Dumnezeu unic al omenirii și al rasei umane, tinzând spre același Absolut.
Atras de saint-simonism și de fourierism schițează o variantă ortodoxă a socialismului creștin. După Heliade, adevăratul creștinism ar fi o căutare a adevărului și o luminare a popoarelor, iar în acest sens, creștinismul se identifică cu socialismul care, după Cateșismul socialiștilor al  lui Louis Blanc, pe care îl traduce Heliade, nu este decât Evanghelia în acțiune „Evanghelia în faptă”. Poemul Santa Cetate vizează instaurarea  unei societăți egalitare, libere, bazată pe liberul arbitru („liberă voie") și pe muncă. Poetul visează că Verbul-suveran (Logosul) își instaurează domnia în lume și Crist-popolul ajunge în Santa Cetate, „cetatea ideală, naltă,  /  Aci justiția este domnitoare,  /  Aci frăția e realizată,  /  Aci virtutea-e putere, valoare  /  Ș-orice nevoie este ușurată.” Cetatea ideală, „santa cetate" , reprezintă de fapt închiderea ciclului uman și revenirea la principiul celest divin, ea presupune „îndumnezeirea" omului; acest fapt are ca efect realizarea stării de echilibru care pare să fi fost steaua polară, niciodată atinsă, a poeziei și vieții lui Heliade. (Mircea Anghelescu, op. cit. ,p. 279-280). Pentru Heliade, inspirat de socialiștii utopici, „veritabilul socialism” rezidă în instaurarea adevărului și armoniei (Mircea Anghelescu, op. cit. p. 280).
Prin multitudinea problemelor pe care le dezbate, doctrina filozofică a lui Heliade, fără să reprezinte un sistem filozofic complet, se apropie sensibil de un astfel de sistem. Concepția filozofică a lui Heliade Rădulescu reprezintă cel mai remarcabil efort de cuprindere și sistematizare în domeniul filozofiei realizat de un român la mijlocul secolului al XIX-lea.

## Memorialistica lui Ion Heliade Rădulescu
Principalele scrieri cu caracter memorialistic ale lui Ion Heliade Rădulescu sunt Souvenirs et impressions d'un proscrit (Paris, 1850) și Mémoires sur l'Histoire de la régénération roumaine ... (Paris, 1851). Suvenirele...au fost tipărite spre sfârșitul anului 1849, deși pe foaia de titlu figurează anul 1850; aceste Suvenire sunt constituite din trei părți: partea I-a , L'exil, descrie „o călătorie” spre Franța, Anglia, apoi după întoarcerea în Franța, Heliade călătorește spre Constantinopol  cu nava Rhamsès (la Constantinopol  nu este primit). Partea a II-a, Roumanie et France, tinde să realizeze o paralelă între două etnii, iar partea a III-a, Doctrines - Union. La doctrine évangélique, se constituie într-o dezbatere a istoriei „proletariatului-Dumnezeu”.
În timpul exilului lui Heliade, emigrația română i-a reproșat toate păcatele, reale sau imaginare, manifestând o aversiune neîmpăcată. Souvenirs et impressions... și-a  atras ironiile tăioase ale lui Bălcescu, Alecsandri și Ion Ghica. Nicolae Iorga, referindu-se la memorialistica lui Heliade nota că „este o carte pe care nu o cetește nimeni, dar care ar trebui reluată și desprinsă, căci ea trăiește.” În continuare se întreba „dacă acela care a scris amintirile lui 1848, o carte puțin cunoscută , dar care merită să fie înviată, amintiri scrise în franțuzește, n-ar fi fost în stare să povestească, tot așa, și un subiect de imaginație”.
Suvenirile lui Heliade constituie expresia unui moment de derută - exilul, semn al prăbușirii revoluției de la 1848 și al frângerii propriei existențe. Paginile din aceste memorii constituie un teren excepțional pentru manifestarea liberă a fostului locotenent domnesc, care, neputând parcă să iasă de sub șocul prăbușirii revoluției, nu izbutește să se elibereze de obsesia grandorii și a misiei sale de profet al națiunii. În Suvenirile... există poza damnatului solitar, care înfruntă tenebrele și elementele naturii dezlănțuite, dar există și mărturisirea tulburătoare a conștiinței orgoliului, care poate deveni conștiință a vanității: „Norii făcea un mare bine vanității mele. Mi se părea soarele că se ascunde de rușine la justele-mi imputări”.
Peregrinările pe mare, în călătoria spre Constantinopol, se înscriu sub semnul hazardului - condiția călătorului romantic. După ce străbate golful Lyon, nava Rhamsès face întâia escală la Ajaccio (în insula Corsica), trece pe lângă Sicilia și se oprește la Malta, apoi în Pireu, străbate apele ce despart Europa de Asia Mică și staționează câteva ore la Smyrna, traversează în sfărșit Dardanele, Marea Marmara (Heliade o numește cu denumirea antică Propontida) și își aruncă ancora în fața Bizanțului. Heliade exclamă în  jurnal: „cetate feerică! Bizanțiu odinioară! Mai târziu Constantinopole, Stambul în zilele noastre! Mormântul  mărimii romane, triumful  islamismului, dorința țarilor, deveni-vei vreodată Țarigrad?”
Sosirea la Stambul era însă inoportună; debarcarea însemna internarea la Brusa, de aceea Heliade și „soții” săi de exil (cei trei locotenenți domnești) optează pentru reîntoarcerea în Franța.
Se spune că un memorial trăiește prin amănuntul care colorează o epocă (apud George Călinescu). Așa de exemplu, în descrierea Smyrnei, Heliade prinde caracterul locului și atmosfera, în maniera romantică la modă, nu fără a reliefa influența copleșitoare a exoticului straniu al peisajului: „Ce tristă e o cetate orientală, cu casele ei turtite de acoperișurile slute, costumele varii și ciudate; cu ulițele ei strâmte, întortocheate - plină de mister; cu bazarele ei posomorâte, cu minaretele ei exotice. Cadânele trec tăcute, de crezi că vezi niște fantasme. Sufletul e năpădit de aceste impresii încântătoare și stranii din O mie și una de nopți”.
În Mémoires sur l'Histoire de la régénération roumaine ou sur les événements de 1848 accomplis en Valachie (Memorii asupra istoriei regenerației române adică asupra evenimentelor din 1848 întâmplate în Valahia), Ion Heliade Rădulescu afirmă, pentru a justifica revoluția, că „tiranii nu cedează niciodată drepturi dacă poporul nu li se smulge”. Heliade își exagerează rolul său în revoluția de la 1848, i se pare că se regăsește în prim plan. Lucrarea este contestată sau amendată de unii contemporani, din cauza hiperbolizării rolului și personalității sale.
Intre lucrările sale cu caracter memorialistic se include și Le protectorat du czar ou la Roumanie et la Russie (1850), semnată cu inițialele J. R. Aici sunt înfățișate în detaliu evenimentele de la Islaz, abdicarea domnitorului Bibescu, formarea guvernului provizoriu etc. Este prezentat textul integral al Proclamației de la Islaz (pp. 43 ș. u.).

## Aprecieri critice
Personalitatea complexă a lui I. Heliade Rădulescu a provocat în literatura română ample controverse, opiniile criticilor literari oscilând între acceptări elogioase, chiar encomiastice, și contestări severe. Mihail Kogălniceanu îl considera „cel mai bun poet al Țării Românești”, B. P. Hasdeu îl aprecia ca fiind un „părinte al literaturii române”, iar George Călinescu afirma că „Personalitatea cea mai mare a literaturii române îndată după D. Cantemir este I. Eliade Rădulescu. L-au contestat Nicolae Bălcescu și mai târziu Titu Maiorescu. Al. Rosetti, citându-l pe Nicolae Iorga menționează că Ion Heliade Rădulescu este considerat drept întemeietorul romantismului românesc, împrumutat de la cel francez. Stilistic, el rămâne un clasic cu unele orientări romantice. N. Iorga (op. cit.) apreciază că „...lui Eliad Rădulescu trebuie să i se recunoască o foarte frumoasă limbă literară populară, foarte mult spirit mucalit, același umor pe care îl întâlnim și în fabulele aceluia care pentru această parte a fost elevul lui, Grigore Alexandrescu...”
Șerban Cioculescu consideră că „Poetul a dăruit literaturii noastre o capodoperă: Zburătorul, făurită oarecum demonstrativ ca o posibilă înviere a miturilor populare.”
Un punct de vedere echilibrat asupra scrierilor literare create de Ion Heliade Rădulescu a formulat criticul literar Dumitru Popovici care în teza sa de doctorat Ideologia literară a lui Ion Heliade Rădulescu (1935) situează ideologia literară a lui Heliade în context național și european. Concepția lui Heliade asupra rolului literaturii reiese din citatul următor: „...a scri însă cu scop, a avea în scopul său o țintă morală...a face ca fiecare om bun să găsească cîteva pasaje să i se potrivească și să afle mîngîierea și fiecare înrăutățit ca de săgeata trăsnetului să fie isbit la tot rîndul unde i se înfățișează închipuirea.” D. Popovici detaliază afirmațiile lui Heliade (din 1836) asupra poeziei ca act artistic: „Poezia trebuie să fie expresia notei generale a sufletului omenesc, valabilă în orice timp și în orice loc; iar critica literară nu poate lua naștere cît timp nu există modele, cît timp nu se stabilește un cod literar, o colecție de reguli, o «pravilă».” Scrierea sa cu caracter didactic Curs întreg de poezie generală (București, 1868-1870) constitue o codificare a regulilor artistice, vizând realizarea operei cu valabilitatea universală, a modelului.
O analiză literară cu deosebită pătrundere întreprinde D. Popovici  asupra poeziei Zburătorul: „Balada Zburătorul este socotită în general drept cea mai reușită poezie a lui Heliade, ea se caracterizează deopotrivă prin înțelegerea psihologiei personajului, prin năzuința de a reda atmosfera de lunatism în care se consumă faptele și prin stăpânirea tehnică a întregului material.” De altfel, și G. Călinescu apreciază Zburătorul ca fiind o capodoperă, la fel a estimat și Șerban Cioculescu, așa cum s-a menționat mai înainte.
Proza sa, Domnul Sarsailă autorul (1838) este o fiziologie a poetului, fiind nu numai un portret caricatural al unor inamici, dintre care primul ar fi Cezar Bolliac, ci conține după mărturia lui Heliade, și elemente ridicole ale propriei sale ființe.
Mihai Zamfir, critic literar și profesor la Universitatea din București caracterizează astfel limba literară a lui Ion Heliade Rădulescu: „Bogăția limbii lui [literare] e uimitoare și o depășește cu mult pe aceea a tinerilor Alexandrescu, Dimitrie Bolintineanu ori Bălcescu...limba lui Heliade evoluează spectaculos, de la lexicul popular muntenesc, colorat cu arhaisme, cuvinte slave, grecești ori turcești, la neologismele latine și franceze, apoi la cele italiene.”
Heliade este caracterizat ca un scriitor retoric, alături de Bălcescu și Alecu Russo, de către Tudor Vianu. Același Tudor Vianu  constată trivialitatea și sarcasmul lui Heliade, ca unele dintre însușirile scrisului său. Trivială este mai cu seamă satira lui Heliade - afirmă Vianu (op. cit. p. 20) - sarcasmul care nu evită imagini indecente, apostrofa sau jocul de cuvinte hazardat. Stilul său este prea adeseori acela al vorbitorului în scufie și halat (apud T. Vianu). De aceea, sarcasmul său rămâne trivial, și discuția ideilor nu se constituie în proză științifică sau filozofică. Scrierea cu caracter filozofic a lui Heliade, Echilibru între antitezi, este etichetată de Vianu ca fiind „un galimatias teoretic.”
Poate că originalitatea cea mai pregnantă a lui Heliade trebuie căutată în expresia sentimentelor de indignare și revoltă. „La violență de injurie vom opune violență  de cuvânt”, scrie Heliade. Ciocoii, personaje politice dubioase, provoacă din partea lui Heliade, un adevărat torent de comparații înjositoare: „Indivizi cu ochi de vulpe, cu gheare de cotoi, dacă nu pot avea de tigru, cu gesturi de momițe; de au limbă, e ca să mință, să calomnie; de au inimă, e un fel de tăgârță, unde să-și ție tezaurul feloniei și perfidiei, ce le face toată forța” (Echilibrul...I, p. 79). Scrisul lui Heliade, esențial retoric, ajunge adesea la „accente himnice”, sau de adorare, în care propria mânie temperamentală își află complementul moral.
Istoricul literar V. A. Urechia a formulat susținerea: "Eliad nu este un om, Eliad este o epocă."
Nicolae Manolescu în a sa Istorie critică a literaturii române consideră că „Anatolida sau omul și forțele, capodopera întregii lui poezii este un poem miltonian, în care  celestul, divinul, extazele sau angelismul sunt convocate împreună cu infernalul, apocalipticul și demonicul, într-o unitate a contrariilor rareori atinsă în lirica română.”
În aceeași Istorie critică...Nicolae Manolescu citează exact îndemnul către scriitori al lui Heliade, din anul 1837, din scrierea Asupra traducției luiOmer: „Nu e vremea de critică, copii, e vremea de scris. Și scriți cât veți putea și cum veți putea, dar nu cu răutate; faceți, iar nu stricați, că nația primește și binecuvântează pe cel ce face și blestemă pe cel ce strică. Scriți cu inima curată și începeți și săvârșiți în Domnul și Domnul va binecuvânta ostenelile voastre și neamul va cinsti viața și purtarea voastră, și viitorimea va pomeni numele voastre și voi veți fi fericiți, pentru că veți avea pacea în inimă. Pacea dar fie cu voi.”

## Opere
În întreaga sa activitate literară, Heliade a semnat în variate moduri: Un Roumain, I. E., I. Eliad, I. Eliade, I. Heliade Rădulescu, J. R., Ioann Prosdociu. Arhiva Ion Eliade- Rădulescu a fost dăruită Bibliotecii Academiei Române în anul 1953.

### Proză
- Prolog la serbarea numelui preaînălțatului nostru domn Alexandru D. Ghica 1835 aug. 30
- Dispozițiile și încercările mele de poezie (scriere memorialistică)
- Gheorghe Lazăr
- „Bată-te Dumnezeu!” (Coconița Drăgana)
- Coconul Drăgan
- Fata lui Chiriac
- Jupîn Ion
- Domnul Sarsailă autorul
- Descrierea Europei după tractatul din Paris, de Ioann Prosdociu [= Ion Heliade Rădulescu], Paris,1856

### Poezie
- Sonet. La anul 1830
- Epigramă
- Elegie I. Trecutul (1830)
- Elegie II. Dragele mele umbre (1830)
- Cântarea dimineții (1830)
- Sonet
- La moartea lui Cârlova (1831)
- Serafimul și heruvimul sau Mângâierea conștiinței și mustrarea cugetului (1833)
- Portret (1836)
- Adio la anul 1832 (1836)
- Destăinuirea (1836)
- Visul (1836)
- O noapte pe ruinele Târgoviștii (1836)
- Odă asupra aniversării de 2 sept. 1829 (1836)
- Odă la pavilionul grecesc (1836)
- La un poet exilat (1838)
- Calul, vulpea, lupul (1838)
- Epitafe (1838)
- Cumetria cioarei cînd s-a numit privigătoare (1838)
- La Elvira (1839)
- Cutremurul (1839)
- Ingratul (1839)
- Vulturul și bufa (1840)
- Zburătorul, poem scris în 1843, publicat în 1844, subintitulat „baladă” (trad. în franceză de Annie Bentoiu, Paris, 1981)
- Mihaida (1844)
- Epitimv la o femeie cochetă (1846)
- În așteptarea lui 1848. Preziua. Psalm (1847)
- Sânta cetate (Terța rima) ; datată 1856
- La Schiller (1859)
- Dulcamara (1860)
- Muștele și albinele (1860)
- Corbul și Vulpea (1860). Fabula este o imitație liberă după Le corbeau et le renard de P. Lachambaudie
- Areopagul bestielor (1860)
- Un muieroi și o femeie (1861)
- Mircea și Lazar (1867)
- Poezia (1868)
- Adio la patrie (1868)
- La Maria (1868)
- Primul baciu (1868)
- Un buchet de mireasă (1868)
- Portretul (1868)
- Anatolida sau Omul și forțele (1870)

### Teatru.
- Proces general între doe hordii și Natio sau Spoiții cu roșu și spoiții cu albu. Mysteru în doă acte. Bucuresci, Typ. Heliade și Associații, 1861, 72 p.
- Voiaj din podul Mogoșoaii până în țigănia Vlădichii (păstrat în ms. 2359 de la Biblioteca Academiei Române)

G. Călinescu afirmă ( I. Heliade Rădulescu și școala sa, op. cit., 1966) că Proces general...este o mascaradă, în care în fața tribunalului Adevărului, apar boierul Mircea, Moș Soare, exponenți ai vechii ordine, precum și Arhon Arpagon, ciocoi, Musiu Rapace, „spoit cu roșu, ciocoiu nou și pretins avocat al sătenilor”, un poet urlător, un  poet umanitar. Musiu Rapace e C. A. Rosetti, are „ochi de broscoi, părul vâlvoi, coarne satanice”. Sarcasmul scriitorului este, după cum se vede, deosebit de dur.

### PoemulZburătorul
Poemul Zburătorul , publicat în 1844 în Curierul românesc, nr. 9 din 4 februarie (subintitulat de Heliade "baladă") îl prezintă pe acest erou mitic al folclorului  care coboară noaptea printre oameni, în casele acestora și "chinuie" fetele tinere într-o adevărată "criză de pubertate" (G. Călinescu):
„Vezi, mamă, ce mă doare! și pieptul mi se bate,
Mulțimi de vinețele pe sîn mi se ivesc;
Un foc s-aprinde-n mine, răcori mă iau la spate, 
Îmi ard buzele, mamă, obrajii-mi se pălesc!
Ah! inima-mi zvîcnește !...și zboară de la mine !
Îmi cere...nu-ș' ce-mi cere ! și nu știu ce i-aș da; 
Și cald și rece, uite, că-mi furnică prin vine;
În brațe n-am nimica și parcă am ceva.”
Subiectul poemului este folcloric, descrie în limbaj poetic  un  mit popular, metrica nu este însă populară, ci una care se bazează pe iambul de 13-14 silabe și rima încrucișată. Mitul Zburătorului, punctul de plecare al poemului, era foarte răspândit, fiind citat și de Dimitrie Cantemir.
Textul din Descrierea Moldovei, binecunoscuta scriere a lui Dimitrie Cantemir, referitor la Zburătorul este reprodus în următorul citat:
„Zburătorul însemnează cel ce zboară. Ei zic că este o nălucă, un om tânăr frumos, care vine noaptea la fete mari, mai ales la femeile de curând măritate și toată noaptea săvârșește cu dânsele lucruri necuviincioase, cu toate că nu poate fi văzut de ceilalți oameni, nici de cei care îl pândesc. Iar noi am mai auzit că unii bărbați însurați mai inimoși au prins asemenea zburători și când au aflat că sunt făpturi cu trup ca și alții, i-au pedepsit cum li se cădea.”
Profesorul Mircea Anghelescu, în Prefața la scrierea publicată în 1986 a observat că Zburătorul nu este  o simplă transpunere directă  a unor credințe și ritmuri folclorice, nici măcar  o preluare a mentalității , a psihologiei concret populare, ci  o magistrală transfigurare artistică a unor date furnizate de mitologia populară și de însuși folclorul nostru (op. cit. p. XXII).
Poemul cuprinde trei momente principale. Primul este o confesiune a Floricăi privind neliniștile ei fiziologice și psihologice ("Ah! Inima-mi zvâcnește..."). Partea a doua cuprinde pastelul înserării în  satul ce se pregătește de înnoptare. Paul Zarifopol observă că "Descrierea serii în sat anticipează peisajele lui Coșbuc", din Noapte de vară. In ultima parte a poemului, "suratele" asistă la venirea Zburătorului, având ca țintă pe "alde Floarea". Imaginile serii în sat alcătuiesc un tablou de o solemnitate gravă: Soarele asfințește, cumpenele puțurilor cheamă „a satului cireadă”, „vitele muginde la zgheab întins pășea” , aerul serii vibrează „de tauri grea murmură”, vițeii aleargă la ugerul vacilor, care „se lasă subt fecioreasca mână” (imagine deosebit de grațioasă, în stil pastoral) și care face să s-auză susurul laptelui în șiștar. În sfârșit, zgomotele se pierd în noapte și stelele apar una câte una, iar în noaptea „naltă”, „tăcere  este totul și nemișcare plină”, vers care sună sentențios.
Motivul Zburătorului va fi preluat de Vasile Alecsandri, în 1845, în poezia intitulată Zburătorul, iar Mihai Eminescu dezvoltă acest mit la un nivel literar superior în Călin (file din poveste).

### Scrieri cu caracter filozofic
- Equilibru între antithezi sau Spiritul și materia, București, 1859-1869. [La începutul textului, titlul: Issachar sau Laboratorul]
- Filozofie. Încheiere la cele zise. Eseu publicat în Curierul de ambe sexe, periodul III (1840 - 1842), p. 383

### Scrieri lingvistice
- Gramatica românească, Sibiu, 1828 [A fost elaborată anterior, încă de la 1820]; o nouă ediție și studiu de Valeria Guțu Romalo, București, 1980. În „Gramatica românească” este adept (inițial) al ortografiei fonetice.[55]
- Scrisoare către C. Negruzzi (1836)
- Repede aruncătură de ochi asupra limbei și începutului rumânilor (1836), din Culegere din scrierile lui I. Eliad de proze și poezie, ed. a II-a , București, 1836
- Regulile sau grammatica poeziii, (1839)
- Curs întreg de poezie generală, 3 vol., București, 1868-1870. O ediție postumă cu titlul Curs de poezie generală. Dramaticele, Brutu, tragedie în cinci acte. După Voltaire. Scriere posthumă:  este editată de I. I. Eliade (Heliade)- Rădulescu [ fiul lui Heliade] și P. M. Cucu, București, 1878
- Principii de ortografie română, 1870
- Paralelism între dialectele român și italian. În această scriere elaborează un sistem ortografic italienizant.

### Traduceri
Heliade a desfășurat o intensă activitate de traducător din : Alphonse de Lamartine (încă din 1827-1828), Victor Hugo, Nicolas Boileau-Despreaux, Lord Byron, Ossian, Young, Alexandre Dumas, Dante, Goethe, La Fontaine, Anastasie Hristopulos, Sappho și Hesiod, alături de Torquato Tasso și Ludovico Ariosto.
- Suvenirul de Alphonse de Lamartine
- Războiul de Alphonse de Lamartine
- Corbul și vulpea de Jean de La Fontaine
- Singurătatea de Alphonse de Lamartine
- Seara de Alphonse de Lamartine
- Lacul de Alphonse de Lamartine
- Toamna de Alphonse de Lamartine
- Imnul nopții de Alphonse de Lamartine
- Romanță de George Gordon Byron (Lord Byron)
- Poema didactică după Boileau și Horațiu de Nicolas Boileau
- Cântarea dracilor în preziua potopului de George Gordon Byron (Lord Byron)
- Depărtarea de Paolo Antonio Rolli

- Foile și cărbunele de P. Viennet
- Coada momițelor de P. Viennet
- La amantă de Sappho
- Margherita de Alexandre Dumas

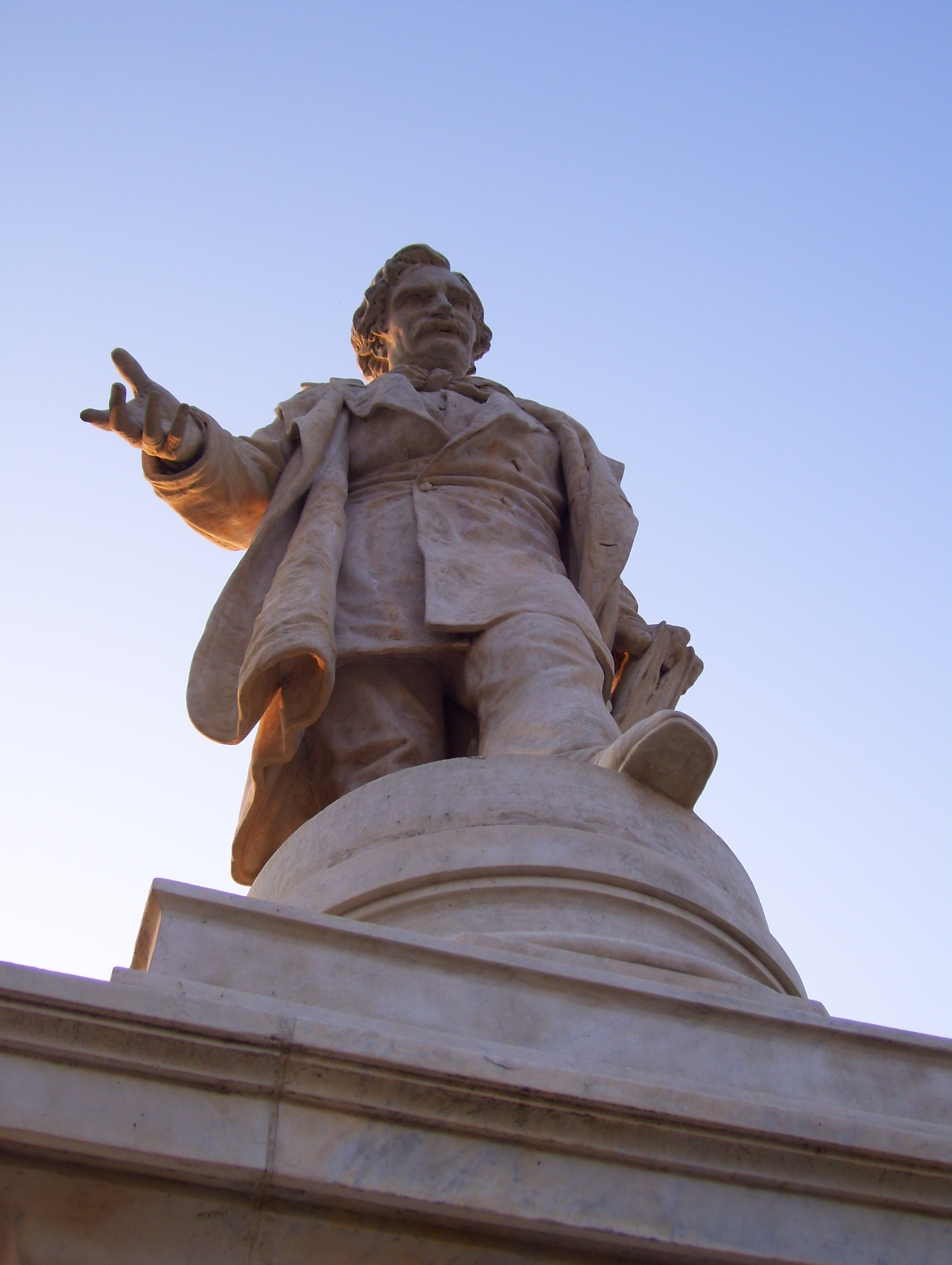
Statuia lui Ion Heliade-Rădulescu din București, opera sculptorului italian Ettore Ferrari din marmură, 1881

- Lament amoros de Iacopo Vittorelli
- Poetul murind de Alphonse de Lamartine
- Cavalerul Toggenburg de Friedrich Schiller
- Arpa lui David de George Gordon Byron (Lord Byron)
- Biblia Sacra que coprinde Vechiul si Noul Testament, Paris, 1858
- Bătrânul Duncan. Anecdot din munți de Walter Scott, în Curierul românesc, nr. 85 din 1831

## Menționare în enciclopedii străine
- În enciclopedia Ențiklopediceskii slovar Brokgauza i Efrona (trad. Dicționarul enciclopedic al lui Brokhaus și Efron) există un articol cu informații succinte, pe numele Geliade- Radulescu, Ioann; Brockhaus Lexikon și culegerea Celebrități europene (1871) din Statele Unite.

## Posteritate
În București s-a ridicat statuia lui Ion Heliade Rădulescu, sculptată în marmură de către Ettore Ferrari (1880); monumentul se află vizavi de Universitate. La Târgoviște există Liceul teoretic „Ion Heliade Rădulescu”. De asemenea, în București (sectorul 2), Timișoara, Brașov, Târgu Mureș, Călărași, Caracal, Câmpina etc. sunt străzi care îi poartă numele.

## Imagini

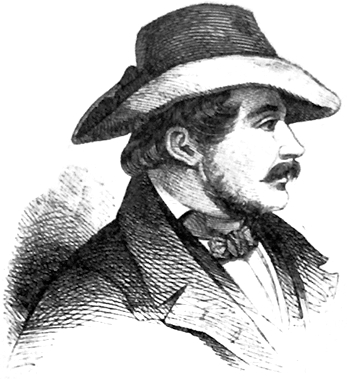
Ion Heliade Rădulescu la 1848
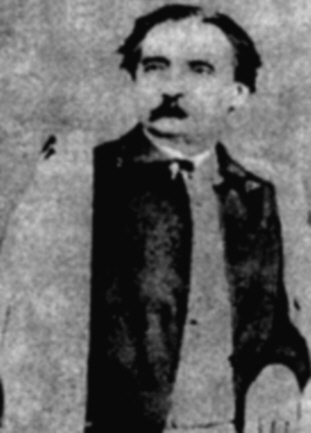
Fotografie din 1850
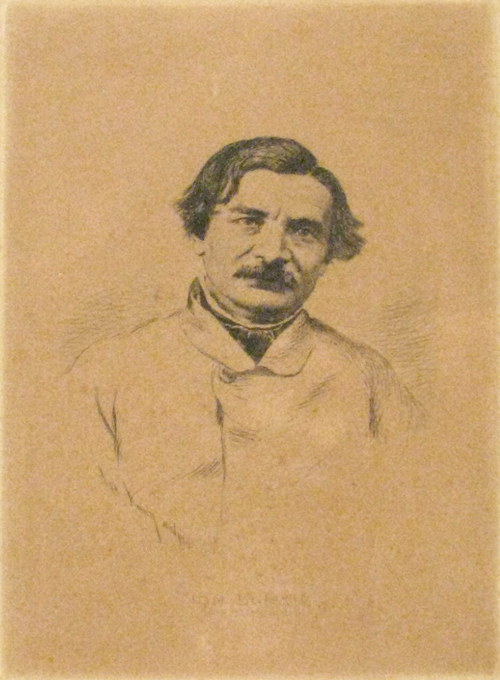
Portretul lui Ion Heliade Radulescu, de Theodor Aman
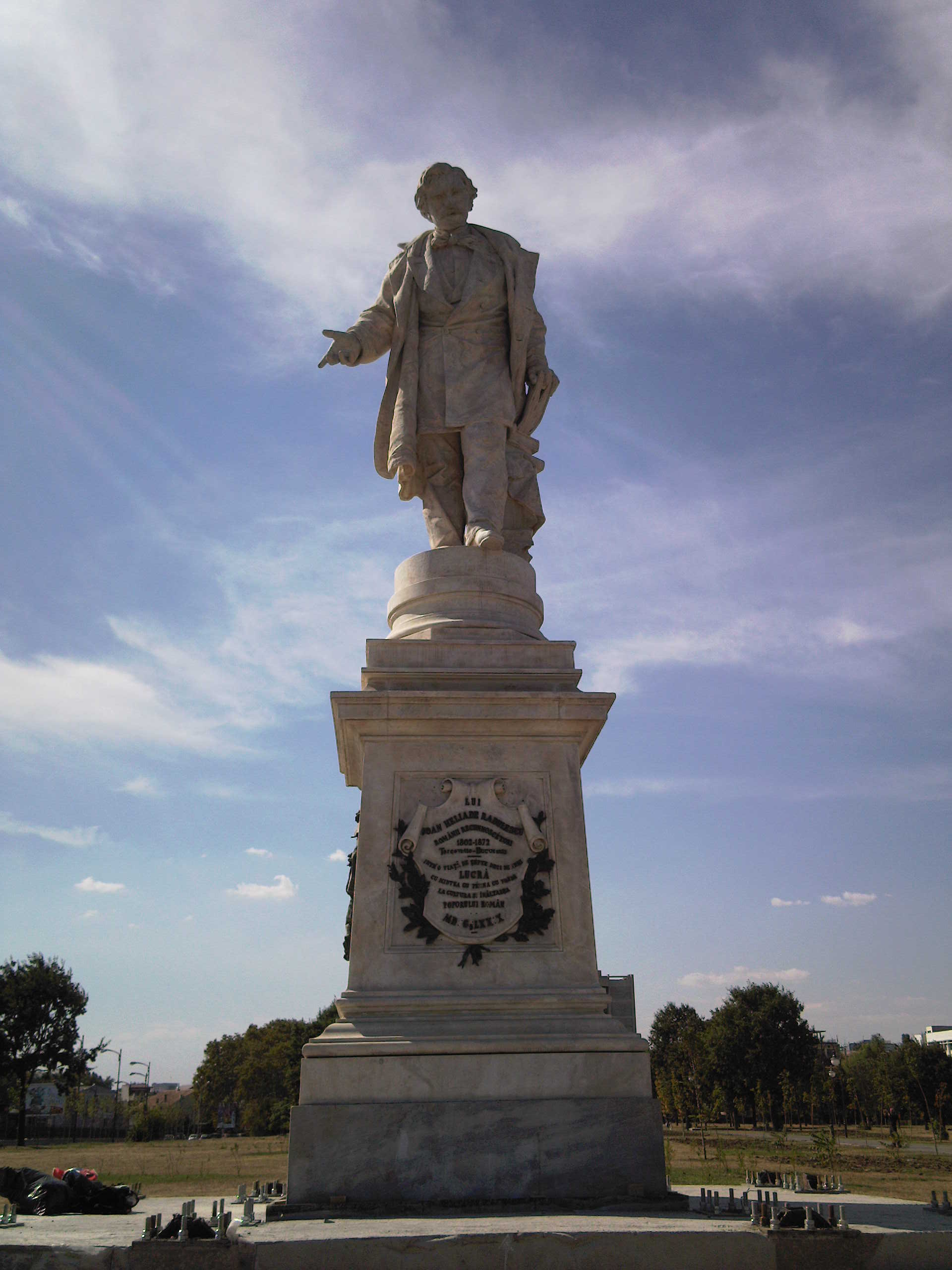
Statuia lui Ion Heliade-Rădulescu din București
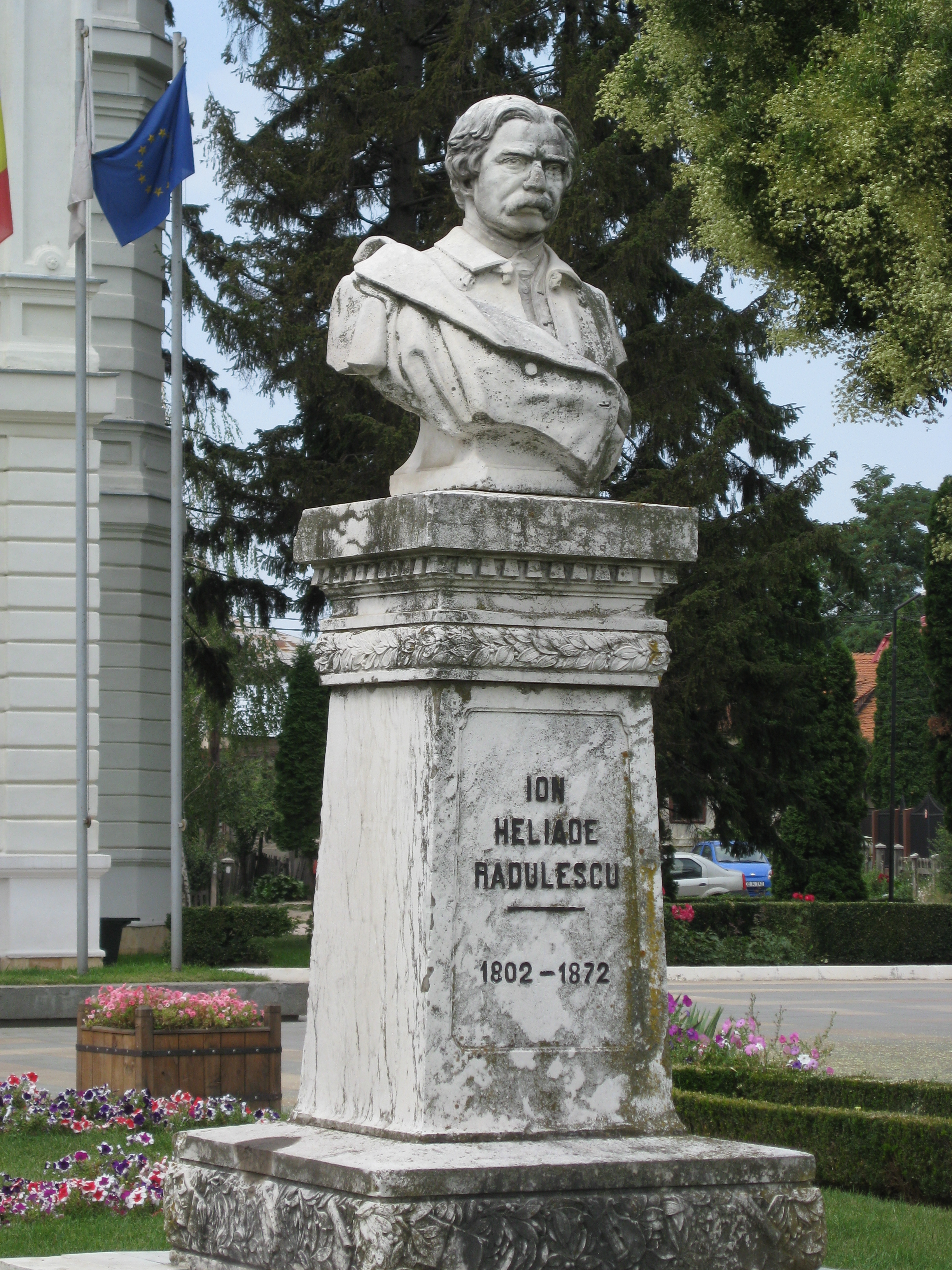
Bustul lui Ion Heliade Rădulescu din Târgoviște
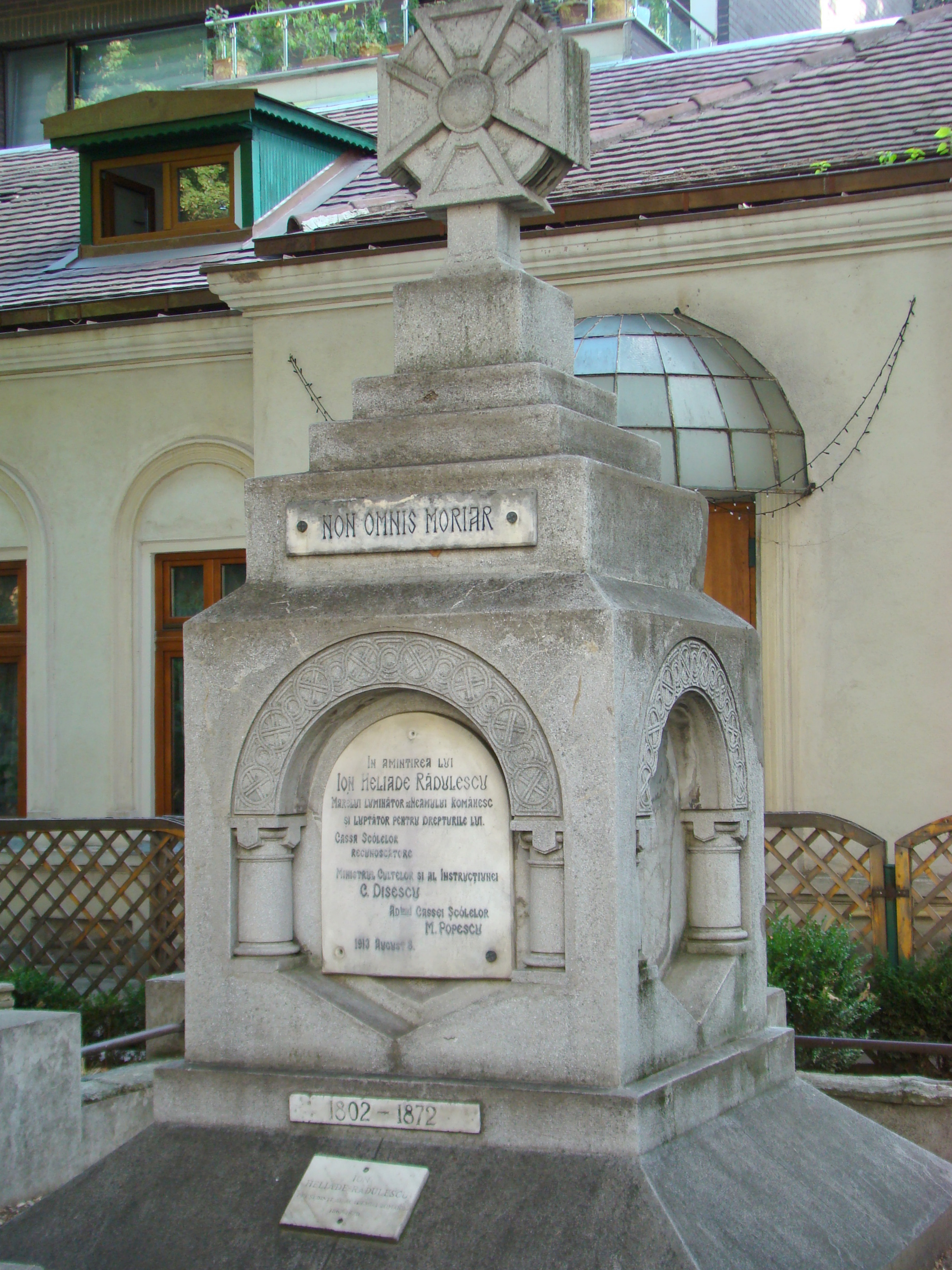
Mormântul lui Ion Heliade-Rădulescu (Biserica Mavrogheni)